# Joe Masseria
Giuseppe "Joe the Boss" Masseria (Menfi, Szicília, 1886. január 17. – New York, 1931. április 15.) korai olasz-amerikai maffiafőnök New York városában. 1922 és 1931 között a ma Genovese bűnözőklánnak nevezett szervezetnek volt a főnöke. 1930-ban a Castellammarese háborúban harcolt azért, hogy átvegye a New York-i bűnözői tevékenységet. A háború azzal ért véget, hogy 1931. április 15-én meggyilkolták, mégpedig egy olyan merényletben, amelyet saját helyi vezére, Charles "Lucky" Luciano rendelt meg, a rivális csoport vezetőjével, Salvatore Maranzanóval kötött megállapodás alapján.

## Korai évei
Giuseppe Masseria 1886. január 17-én született Menfiben, Agrigento tartományban, Szicíliában, egy szabász családban. Fiatal korában a Trapani tartományban található Marsala városába költözött. Masseria 1902-ben érkezett az Egyesült Államokba, majd a Harlemben és a dél-manhattani Little Italy egyes részein székelő Morello bűnözőklán tagja lett. Masseria kortársa volt e maffiaklán más kapitányainak, például Gaetano Reinának. 1909-ben Masseria-t betöréses lopásért elítélték, és felfüggesztett büntetést kapott. 1913. május 23-án Masseria-t négytől hat évig terjedő börtönbüntetésre ítélték harmadfokú betöréses lopásért.
Az 1910-es évek végén Masseria és Salvatore D'Aquila főnök versengtek a New York-i hatalomért. Az 1920-as évek elejére már háborúban álltak egymással. 1920-ban Masseria beszervezte Lucky Lucianót az egyik bérgyilkosnak. D'Aquila szintén alkalmazott egy végrehajtót, Umberto Valentit, és megbízta őt, hogy ölje meg Masseriát. 1922. május 7-én a Morello/Terranova klán főnökét, Vincenzo Terranovát egy autós lövöldözésben megölték az E. 116th Street-i otthona közelében. Valenti vélhetően személyesen volt felelős. Órákkal később Terranova alvezére, Silva Tagliagamba halálos sebet kapott Lower Manhattanben Valenti és a neki dolgozó fegyveresek által. Másnap Valenti és néhány embere megtámadta a rivális Terranova klán új főnökét, Masseriát. Valenti a Grand Streeten "a rendőrkapitányságtól egy háztömbnyire" találta meg Masseriát és testőreit. Masseria elmenekült, de a fegyveresek négy férfit és két nőt lelőttek; Masseria eldobta a pisztolyát, és menekülése közben letartóztatták.
1922. augusztus 9-én Masseria kisétált a 2nd Avenue 80. szám alatti lakásából, amikor két fegyveres férfi rárontott, és tüzet nyitott rá. Masseria behúzódott a 2nd Avenue 82. szám alatti üzletbe, miközben a fegyveresek üldözőbe vették. Kilőtték a bejárati ablakot, és szétlőtték az üzlet belsejét. A fegyveresek a 2nd Avenue-n át menekültek egy autóhoz, amely a sarkon, az E. 5th Street-en állt. Az autó egy Hudson Cruiser volt. A bérgyilkosok felugrottak rá, miközben az autó száguldott nyugat felé az E. 5th Street-en a Bowery felé. Ezután átrohantak a tömegen, és találomra lövöldöztek az útlezárásra, hat embert megsebesítve. Masseria azonban túlélte az incidenst, és a rendőrség az emeleti hálószobájában találta meg őt, sokkos állapotban. Kábultan ült az ágyán, két golyó ütötte lyukkal a szalmakalapján, amelyet még mindig viselt. Az incidens miatt Masseria új tiszteletet szerzett a gengszterek körében, mint "az ember, aki ki tudja kerülni a golyókat", és a nőni kezdett a hírneve is, miközben D'Aquilaé egyre jobban hanyatlott.
Negyvennyolc órával később, augusztus 11-én Valenti egy találkozón vett részt a Second Avenue és az E. 12th Street sarkán lévő kávézóban, ahol meggyilkolták, amikor megpróbált elmenekülni.

## Castellamarese háború
Masseria lett a Morello klán feje, akit az emberei "Joe, a főnök" néven ismertek, és Giuseppe Morello volt a tanácsadója.
Salvatore D'Aquilát 1928. október 10-én meggyilkolták. Masseria, a régi Morello bűnözőiklánból kivált banda vezetője, még azon a télen D'Aquila helyére került az új capo dei capinak. Felemelkedése után Masseria nyomást kezdett gyakorolni más maffiabandákra, hogy pénzbeli "adományokat" szerezzen. Más maffiózók megvádolták őt Gaspar Milazzo detroiti és Gaetano Reina bronxi gyilkosságának 1930-as megrendezésével. Nicolo Schiro megpróbálta megismételni a semlegesség stratégiáját, amelyet D'Aquilával szemben alkalmazott, Masseria esetében is, de Salvatore Maranzano és a buffalói főnök, Stefano Magaddino hevesen ellenezte.  Masseria azt állította, hogy Schiro vétett, és követelte, hogy Schiro fizessen neki 10 000 dollárt, és mondjon le maffiacsaládja vezetői posztjáról. Schiro eleget tett a kérésnek. Nem sokkal később, 1930. július 15-én otthonában meggyilkolták Vito Bonventre-t. Ez vezetett ahhoz, hogy Maranzano-t a banda főnökévé emelték, és a Castellammarese háborúként emlegetett konfliktusba került Masseriával és szövetségeseivel.
A Castellammarese háború során, 1930 és 1931 között Masseria és Morello egy rivális, Brooklynban székelő, Salvatore Maranzano és Joseph Bonanno által vezetett csoport ellen harcolt. Morello, aki régi motoros volt a gyilkos játékban, Masseria "hadvezére" és stratégiai tanácsadója lett.
A háború egyik első áldozatát, Giuseppe Morellót 1930. augusztus 15-én ölték meg társával, Joseph Perrianóval együtt, miközben készpénzbevételeket gyűjtöttek kelet-harlemi irodájában. Joseph Valachi, az amerikai maffia első olyan embere, aki a hatóságnak bizonyítékot szolgáltatott, Morello gyilkosát egy Castellammarese-i fegyveresként azonosította, akit "Chicagoi fiú" néven ismert.

## Halála
Egy Maranzanóval kötött titkos alku keretén belül Lucky Luciano beleegyezett, hogy megöleti főnökét, Masseriát, amiért cserébe megkapja Masseria zsákmányát, és Maranzano második embere lesz. Joe Adonis csatlakozott a Masseria-csoporthoz, és amikor Masseria értesült Luciano árulásáról, megkereste Adonist, hogy megöletné Lucianót. Adonis azonban ehelyett figyelmeztette Lucianót a gyilkossági tervről. 1931. április 15-én Luciano egy találkozóra csalta Masseria-t, ahol a Coney Islanden található Nuova Villa Tammaro nevű étteremben meggyilkolták. Miközben kártyáztak, Luciano kiment a mosdóba, a gyilkosok pedig Albert Anastasia, Vito Genovese, Joe Adonis és Benjamin "Bugsy" Siegel voltak. Ciro "The Artichoke King" Terranova vezette volna a menekülő autót, de egyes elbeszélések szerint túlságosan nagy sokkot kapott ahhoz, hogy el tudjon indulni, ezért Siegelnek át kellett löknie őt az "anyósülésre".
Lucianót a rendőrség kihallgatta. A hatóság akkoriban egy John "Silk Stockings" Giustra nevű gengsztert gyanúsított, mint a Masseria-gyilkosság egyik fegyveresét. Ezt egy bizalmas informátor jelentésére alapozták, valamint arra, hogy a gyilkosság helyszínén talált egyik kabátot Giustra tulajdonaként azonosították. Az ügyet azután ejtették, hogy Giustrát 1931. július 9-én meggyilkolták.
A The New York Times szerint "ezután a rendőrség nem tudta biztosan, hogy mi történt". Állítólag Masseria "egy asztalnál ült és kártyázott két vagy három ismeretlen férfival", amikor hátulról rálőttek. A fején, hátán és mellkasán ejtett lőtt sebekbe halt bele. Masseria boncolási jegyzőkönyve szerint éhgyomorral halt meg. Szemtanúk nem jelentkeztek, bár "két vagy három" férfit megfigyeltek, amint elhagyják az éttermet és beszállnak egy lopott autóba. Senkit sem ítéltek el Masseria meggyilkolásáért, mivel nem voltak tanúk, Lucianónak pedig alibije volt.

## A populáris kultúrában

### Filmekben
- Cosa Nostra – A Valachi-ügy (1972) – Alessandro Sperlì
- Lucky Luciano (1973) – Alessandro Sperlì
- Maffiózók (1991) – Anthony Quinn
- Lansky (1999) – Bill Capizzi
- Bonanno: A Keresztapa története (1999) – Tony Calabretta

### Sorozatokban
- Boardwalk Empire – Gengszterkorzó (2010–2014) – Ivo Nandi. A meggyilkolását Benny Siegel és Tonino Sandrelli által végrehajtott gyilkosságként ábrázolják.
- The Making of the Mob (2015) – Stelio Savante
- The Gangster Chronicles (1981) – Richard S. Castellano (a sorozat az NBC amerikai bűnügyi minisorozata)

## Fordítás
- Ez a szócikk részben vagy egészben  a   Joe Masseria című angol Wikipédia-szócikk ezen változatának fordításán alapul.  Az eredeti cikk szerkesztőit annak laptörténete sorolja fel. Ez a jelzés csupán a megfogalmazás eredetét és a szerzői jogokat jelzi, nem szolgál a cikkben szereplő információk forrásmegjelöléseként.